# Bilinjär form
Inom linjär algebra sägs en avbildning i två variabler vara bilinjär om den är linjär i varje variabel var för sig.

## Definition
En avbildning 
{\displaystyle f:V\times W\rightarrow U}
där U, V, W är vektorrum över en kropp K, sägs vara bilinjär om
{\displaystyle f(v+v',w)=f(v,w)+f(v',w)\,}
{\displaystyle f(av,w)=af(v,w)\,}
{\displaystyle f(v,w+w')=f(v,w)+f(v,w')\,}
{\displaystyle f(v,aw)=af(v,w)\,}
för alla 
{\displaystyle v,v'\in V,w,w'\in W}
och 
{\displaystyle a\in K}.

## Exempel
- Matrismultiplikation är en bilinjär avbildning

{\displaystyle M(m,n)\times M(n,k)\rightarrow M(m,k)}
- Kryssprodukten är en bilinjär avbildning

{\displaystyle R^{3}\times R^{3}\rightarrow R^{3}}.
- Applikationsoperatorn som till ett element

{\displaystyle V\times V^{*}\ni (v,v^{*})\mapsto v^{*}(v)} är bilinjär.
- Kovarians (sannolikhetsteori) är bilinjär

## Egenskaper
De bilinjära avbildningarna utgör ett linjärt delrum till rummet av linjära avbildningar {\displaystyle V\times W\rightarrow U}
Tensorprodukter används för att klassificera bilinjära avbildningar; närmare bestämt, det finns en kanonisk avbildning
{\displaystyle t:U\times V\rightarrow U\otimes V}
så att för varje bilinjär avbildning
{\displaystyle b:U\times V\rightarrow W}
så finns en unik avbildning
{\displaystyle e:U\otimes V\rightarrow W}
så att {\displaystyle b=t\circ e}